# Windsor Locks
Windsor Locks é uma Região censo-designada localizada no estado americano de Connecticut, no Condado de Hartford.

## Demografia
Segundo o censo americano de 2000, a sua população era de 12.043 habitantes.

## Geografia
De acordo com o United States Census Bureau tem uma área de
24,3 km², dos quais 23,4 km² cobertos por terra e 0,9 km² cobertos por água. Windsor Locks localiza-se a aproximadamente 43 m acima do nível do mar.

## Localidades na vizinhança
O diagrama seguinte representa as localidades num raio de 16 km ao redor de Windsor Locks.